# SATA Air Açores

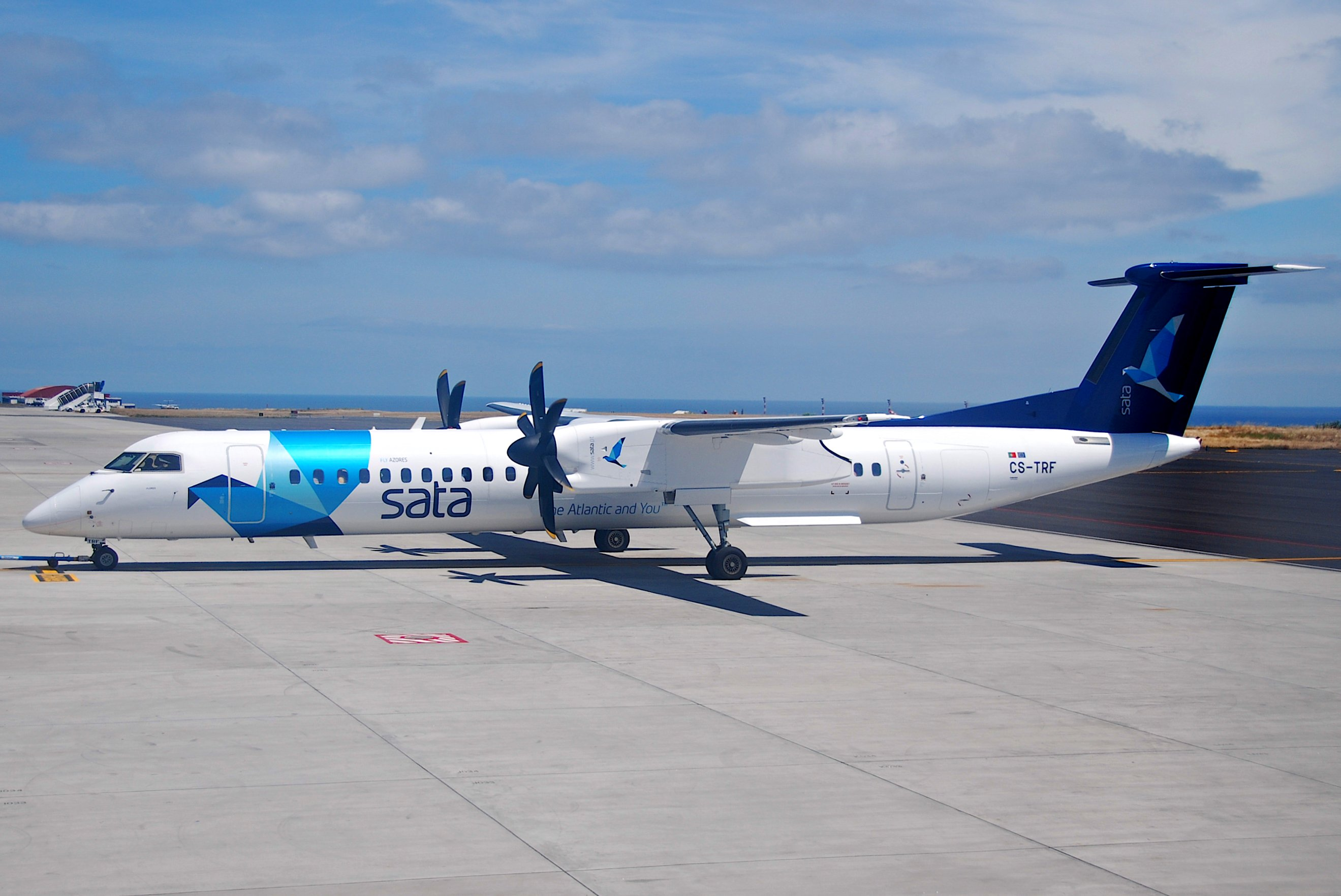
Bombardier Dash Q400 NextGen

SATA Air Açores – portugalska linia lotnicza z siedzibą w Ponta Delgada. Należy do Grupo SATA, której głównym podmiotem jest Azores Airlines. Realizuje regionalne połączenia pasażerskie w obrębie archipelagu Azorów.

## Flota
Według stanu na maj 2025 flota SATA Air Açores składała się z 7 samolotów o średnim wieku 18,8 lat:
| Samolot              | Samolot | Samolot   | Liczba miejsc | Liczba miejsc | Uwagi |
| Model                | Aktywne | Zamówione | E             | Łącznie       | Uwagi |
| -------------------- | ------- | --------- | ------------- | ------------- | ----- |
| Bombardier DHC-8-200 | 2       | –         | 37            | 37            |       |
| Bombardier DHC-8-400 | 5       | –         | 80            | 80            |       |
| Łącznie              | 7       | 0         |               |               |       |